# مطار ستابلتون الدولي
مطار ستابلتون الدولي، كان مطارًا رئيسيًا في غرب الولايات المتحدة، والمطار الرئيسي في دنفر، كولورادو، من عام 1929 إلى عام 1995 كان مركزًا لشركة الخطوط الجوية القارية وخطوط فرونتير الجوية الأصلية وبيبول إكسبريس والخطوط الجوية المتحدة والخطوط الجوية الغربية. استبدل بمطار ستابلتون الدولي بمطار دنفر الدولي في عام 1995؛ أغلق وإعيد ليصبح الحي التجاري والسكني في سنترال بارك والذي كان يسمى ستابلتون حتى عام 2020. نقلت نقل رموز مطار ستابلتون الدولي السابق إلى المطار الجديد، والذي يستمر في استخدامها حتى اليوم.